# Dedo IV
Dedo IV de Wettin décédé en 1124. Il fut comte de Landsberg.
Fils de Thimo Ier de Wettin et d'Ida de Bavière.
Dedo IV épousa en 1120 Berthe (morte en 1144), fille du margrave de Misnie Wiprecht  de Groitzsch et de sa première épouse Judith de Bohême. 
Deux enfants sont nés de cette union :
- Mathilde (morte en 1152), en 1143 elle épousa le comte Rapot II d'Adenberg ;

- Mathilde (morte en 1151), elle épousa le comte Georges von Seebourg, veuve elle épousa en 1122 le comte Louis von Wippra.

Dedo IV est l'un des ascendants directs des princes des différentes Maisons de Saxe les électeurs appartiennent à la sixième branche de la Maison de Wettin, ils ont pour ascendant Albert de Saxe fils de Frédéric II de Saxe, lui-même issu de la première branche de la Maison de Wettin. Dedo IV est également l'un des ascendants des membres des familles royales  du Royaume-Uni, du Portugal, de Bulgarie et de Belgique (maison de Saxe-Cobourg et Gotha). Dedo IV appartint à la première branche de la Maison de Wettin. 